# Black Volley Beskydy
Black Volley Beskydy, dříve též Green Volley Beskydy nebo ŠSK Beskydy, je mužský volejbalový klub v Ostravě. Na seniorské úrovni hrával tým od roku 2016 1. volejbalovou ligu mužů, od sezóny 2019/2020 hraje tým českou extraligu. Krom mužského týmu je v klubu organizován volejbal pro mládež. Týmy juniorů a kadetů hrají nejvyšší volejbalovou soutěž ve svých kategoriích.
Do roku 2024 klub působil ve Frýdku Místku, z důvodu nedostupnosti dostačující haly se však přestěhoval do Ostravy a svá domácí utkání hraje ve Sportovní hale Třebovice.

## Historie

### Umístění mužů
- sezóna 2022/2023 – 11. místo (Česká volejbalová extraliga mužů)
- sezóna 2021/2022 – 11. místo (Česká volejbalová extraliga mužů)
- sezóna 2020/2021 – 10. místo (Česká volejbalová extraliga mužů)
- sezóna 2019/2020 – 11. místo (Česká volejbalová extraliga mužů)[5]
- sezóna 2018/2019 – 2. místo (1. volejbalová liga)[6]

- sezóna 2017/2018 – 1. místo (1. volejbalová liga)[7]
- sezóna 2016/2017 – 2. místo (1. volejbalová liga)[8]
- sezóna 2015/2016 – 1. místo v 2. volejbalové lize, skupina C a postup do 1. volejbalové ligy[2]